# Henrique Pacheco Lima
Henrique Pacheco Lima (født 16. maj 1985) er en tidligere brasiliansk fodboldspiller.